# Piotr Wadecki
Piotr Wadecki, nacido el 11 de febrero de 1973 en Elbląg, es un ciclista polaco, que fue profesional de 1997 a 2006.

## Biografía
Formado en el equipo Vendée U de Jean-René Bernaudeau, Piotr Wadecki ganó en 1996 la Vuelta a Martinica. Debutó como profesional en 1997 con el equipo Mroz. Brilló en las carreras de Europa del Este consiguiendo en 2000 la 42ª posición de la clasificación  UCI gracias a la consecución de los dos títulos nacionales y a la victoria final en la Carrera de la Paz.
En 2001, ficha por el equipo belga Domo-Farm Frites. Ganó una etapa de la París-Niza y, al año siguiente, terminó segundo de la Vuelta a Suiza. Participó en dos Tour de Francia. En marzo de 2002, es víctima de una caída en la Tirreno-Adriático que le ocasionan unas fracturas en el cráneo y en la muñeca. Volvió a la competición en junio en la Vuelta a Suiza.
Después de pasar sin gloria por el equipo Lotto-Domo en 2004, hizo una buena temporada en 2005 con el equipo Action-Ati donde corrió junto con su hermano Adam. Ganó por segunda vez la Carrera de la Solidaridad y de los Campeones Olímpicos, se clasificó tercero de la Druivenkoers Overijse y del Tour de Hesse,terminando 24º en la clasificación del UCI Europe Tour.

## Palmarés
1997
- Campeonato de Polonia en Ruta
- 1 etapa del Tour de Japón
- Carrera de la Solidaridad y de los Campeones Olímpicos, más 2 etapas

1999
- Szlakiem Grodów Piastowskich
- 1 etapa del Tour de Polonia

2000
- Campeonato de Polonia en Ruta
- Campeonato de Polonia Contrarreloj
- Szlakiem Grodów Piastowskich, más 3 etapas
- 1 etapa del Tour de Polonia
- Carrera de la Paz
- 3 etapas del Tour de Egipto
- 1 etapa del Tour de Japón

2001
- 1 etapa de la París-Niza
- 1 etapa del Giro de la Provincia de Lucca
- Memoriał Andrzeja Trochanowskiego

2005
- Carrera de la Solidaridad y de los Campeones Olímpicos, más 1 etapa
- Pomorski Klasyk
- 1 etapa del Tour de Hesse

## Resultados en las grandes vueltas

### Tour de Francia
- 2001 : 68.º
- 2002 : 43.º

### Giro de Italia
- 2005 : abandono